# Sha Tau Kok
Il fiume Sha Tau Kok (Cinese: 沙頭角河; Hanyu Pinyin: Shātóujiǎo Hé) è un fiume vicino alla città di Sha Tau Kok, nel nordest di Hong Kong e insieme al fiume Shenzhen, è il confine naturale tra Hong Kong e la terraferma.